# Episodi di Merlin (terza stagione)
La terza stagione della serie televisiva Merlin è stata trasmessa nel Regno Unito dall'11 settembre al 4 dicembre 2010 sulla BBC.
In Italia la stagione è stata trasmessa in prima visione dal 29 marzo al 14 aprile 2011 su Italia 1, con l'applicazione di diversi tagli, per far rientrare l'episodio nello slot assegnato. È stata replicata dal 21 gennaio 2012 su Joi di Mediaset Premium per la prima volta in versione integrale non censurata.
Gli antagonisti principali sono Morgause, Morgana e Cenred.
| nº | Titolo originale                      | Titolo italiano                          | Prima TV UK       | Prima TV Italia |
| -- | ------------------------------------- | ---------------------------------------- | ----------------- | --------------- |
| 1  | The Tears of Uther Pendragon (Part 1) | Le lacrime di Uther Pendragon (1ª parte) | 11 settembre 2010 | 29 marzo 2011   |
| 2  | The Tears of Uther Pendragon (Part 2) | Le lacrime di Uther Pendragon (2ª parte) | 18 settembre 2010 | 30 marzo 2011   |
| 3  | Goblin's Gold                         | L'oro del Goblin                         | 25 settembre 2010 | 31 marzo 2011   |
| 4  | Gwaine                                | Galvano                                  | 2 ottobre 2010    | 1º aprile 2011  |
| 5  | The Crystal Cave                      | La caverna di cristallo                  | 9 ottobre 2010    | 4 aprile 2011   |
| 6  | The Changeling                        | Lo scambio                               | 16 ottobre 2010   | 5 aprile 2011   |
| 7  | The Castle of Fyrien                  | Il castello di Fyrien                    | 23 ottobre 2010   | 6 aprile 2011   |
| 8  | The Eye of the Phoenix                | L'occhio della fenice                    | 30 ottobre 2010   | 7 aprile 2011   |
| 9  | Love in the Time of Dragons           | L'amore all'epoca dei draghi             | 6 novembre 2010   | 8 aprile 2011   |
| 10 | Queen of Hearts                       | Regina di cuori                          | 13 novembre 2010  | 11 aprile 2011  |
| 11 | The Sorcerer's Shadow                 | L'ombra del mago                         | 20 novembre 2010  | 12 aprile 2011  |
| 12 | The Coming of Arthur (Part 1)         | L'ascesa di Artù (1ª parte)              | 27 novembre 2010  | 13 aprile 2011  |
| 13 | The Coming of Arthur (Part 2)         | L'ascesa di Artù (2ª parte)              | 4 dicembre 2010   | 14 aprile 2011  |

## Le lacrime di Uther Pendragon (1ª parte)
- Titolo originale: The Tears of Uther Pendragon (Part 1)
- Diretto da: Jeremy Webb
- Scritto da: Julian Jones

### Trama
Un anno dopo la scomparsa di Lady Morgana, il re Uther non si dà ancora pace e invade i territori di re Cenred per ritrovarla, provocando un conflitto e mettendo a rischio la sicurezza di Camelot. Artù e Merlino ritrovano la ragazza sporca e ferita che vaga in un bosco. Tornata a Camelot, Morgana si comporta normalmente, e cerca di chiarirsi con Merlino, afferma di non essere arrabbiata con lui, sa che la avvelenò per proteggere Camelot chiedendogli perdono per le cattive scelte che aveva preso. Morgana e Uther si abbracciano con affetto, lei gli promette che lo tratterà con affetto e devozione perché Uther ha saputo amarla come un padre. Uther piange dalla gioia e Morgana affettuosamente le asciuga con un fazzoletto. La ragazza però è in realtà alleata con la sorellastra Morgause, per liberarsi di Uther e invadere Camelot. Morgana infatti dona a Morgause il fazzoletto bagnato delle lacrime di Uther, la quale lo utilizza per un terribile incantesimo sfruttando la radice di mandragora, che causa al re torturanti incubi che gli ricordano le morti provocate nella sua folle lotta contro la magia, portandolo ad uno stato di instabilità mentale. Mentre il re è fuori gioco, Morgause guida l'esercito di Cenred verso Camelot e dovranno essere Artù e i suoi cavalieri a difendere il regno, mentre Merlino tenterà di spezzare l'incantesimo che ha colpito Uther. Quando Morgana si accorge però che Merlino ha scoperto del suo complotto, mentre la seguiva nel bosco dove aveva appuntamento con Morgause, quest'ultima lo fa catturare dai suoi cavalieri. Morgause è incuriosita da lui, non capisce perché un umile servo come Merlino si prodighi tanto, anche a costo della propria vita, per proteggere Artù e Camelot, comprende che egli nasconde dei segreti. Morgause lo avvolge con delle catene magiche e lo lascia solo nel bosco, purtroppo la magia di Merlino non può nulla contro le catene, fanno poi la loro comparsa degli scorpioni giganti, i serkets uno di loro lo punge. Purtroppo Merlino è immobilizzato dalle catene, può usare la magia soltanto per allontanare i serkets. Con il suo potere di Signore dei Draghi riesce a invocare il Grande Drago coi suoi poteri di Signore Dei Draghi, la creatura sputando fuoco mette in fuga i serkets.
- Guest star: Emilia Fox (Morgause), Tom Ellis (Re Cenred).
- Altri interpreti: Rupert Young (Sir Leon), Alice Patten (Ygraine), Matthew Barker (Guardia), Jake Phillips (Bambino fantasma).
- Ascolti UK: telespettatori 6 490 000[2]

## Le lacrime di Uther Pendragon (2ª parte)
- Titolo originale: The Tears of Uther Pendragon (Part 2)
- Diretto da: Jeremy Webb
- Scritto da: Julian Jones

### Trama
Kilgharrah il drago con un incantesimo guarisce Merlino dal veleno del serkets, il mago lo ringrazia per l'aiuto che gli ha dato. Merlino ha capito di aver sbagliato, Kilgharrah lo aveva messo in guardia su Morgana e adesso lei sta mettendo Camelot in pericolo. Il drago gli fa capire che il problema di Merlino è che lui cerca ossessivamente il buono in tutti, ciò potrebbe portarlo alla rovina, adesso il destino di Merlino e Morgana è intrecciato per sempre: loro sono rispettivamente il bene e il male. Merlino sale in groppa a Kilgharrah che volando lo porta a Camelot. Merlino rivela a Gaius del tradimento di Morgana, il giovane mago brucia la mandragora che era sotto il letto di Uther spezzando il sortilegio. Morgana, constatando che Merlino è vivo e che la magia della mandragora è stata spezzata, senza farsi vedere da nessuno, la ragazza lo minaccia, se oserà rivelare a Uther del suo tradimento lei gli renderà la vita impossibile. Artù cerca di affrontare al meglio l'invasione di Cenred. Nel bel mezzo della battaglia, Morgana libera però un esercito di macabri scheletri, tramite un bastone magico datole da Morgause, tagliato dal Grande Albero sull'Isola dei Beati. Questa vuole vendetta per le morti causate da Uther contro la sua gente. Merlino deve intervenire e affronta Morgana, anche se quest'ultima lo ignora egli possiede il dono della magia come lei, sa quello che prova e comprende la sua rabbia scaturita dal fatto che sono diversi, ma tenta di farle capire che la magia deve essere usata per fare del bene. Morgana non sente ragioni, lei ormai è devota solo all'odio e alla collera, Merlino e Morgana impugnando le spade si affrontano, ma poi il ragazzo, senza che lei se ne accorga, usa la magia per farle crollare addosso delle pietre: approfittando del fatto che lei è svenuta, con un colpo di spada taglia il bastone magico così l'esercito di scheletri si dissolve. Morgana fa però in modo che Uther riconosca a lei il merito di aver spezzato la maledizione e aver salvato il regno, mentre ciò che ha realmente fatto non viene rivelato. Solo Merlino e Gaius, oltre al Grande Drago, conoscono la sua vera indole. Infine, Uther continua a credere che la magia sia pericolosa e a perseguitarla, con grande disprezzo di Morgana.
- Guest star: Emilia Fox (Morgause), Tom Ellis (Re Cenred), John Hurt (voce originale di Kilgharrah).
- Altri interpreti: Rupert Young (Sir Leon), Alice Patten (Ygraine), Jake Phillips (Bambino fantasma).
- Ascolti UK: telespettatori 6 060 000[2]

## L'oro del Goblin
- Titolo originale: Goblin's Gold
- Diretto da: Jeremy Webb
- Scritto da: Howard Overman

### Trama
Merlino scopre una camera segreta nella biblioteca del castello e da un forziere per sbaglio libera un goblin dispettoso, rimasto intrappolato lì per parecchi anni. Questi prenderà poi possesso del corpo di Gaius e inizierà a combinare guai a Camelot. Dopo essere stato posseduto dal goblin, Gaius incomincia ad avere un interesse sfrenato per i gioielli d'oro tanto da rubarli, inoltre beve e diventa irrispettoso versi tutti, e chiunque gli dà fastidio ne paga le conseguenze: questo porterà infatti ad una calvizie improvvisa per re Uther e riempirà di pustole il viso di Leon, cavaliere di Camelot. Addirittura si mette a provocare Morgana perché legge nel suo cuore, lei finge di essere la beniamina di Uther ma sa che in realtà lo odia e vede il male nella ragazza. Tra l'altro con degli stratagemmi fa sì che le persone gli diano delle monete d'oro in cambio di medicinali. Merlino capisce che gli scherzi del goblin stanno divento pericolosi, tenta di ucciderlo ma è inutile, non ha il coraggio di farlo perché altrimenti farebbe del male anche a Gaius. Il goblin accusa Merlino davanti a tutti di essere uno mago, quindi Artù a malincuore lo fa arrestare. Marlino tenta di far capire a Uther e Artù che Gaius è posseduto dal goblin, ma il re di Camelot non gli crede e lo condanna a morte, Morgana non può che esserne compiaciuta. Merlino fugge dalla propria cella grazie alla magia, e Ginevra lo nasconde a casa sua. Artù ha capito che Gaius è veramente posseduto dal goblin visto il cinismo con cui ha trattato Merlino, gli punta contro la spada ma il goblin gli fa spuntare delle orecchie d'asino. Merlino si documenta sul goblin scoprendo che per espellerlo dal corpo di Gaius è necessario che quest'ultimo muoia. Approfittando del fatto che il goblin ha l'abitudine di leccare l'oro, Merlino e Ginevra bagnano con del veleno l'oro che il goblin aveva rubato, e infatti quando lo lecca Gaius muore e il goblin lascia il suo corpo. Merlino fa ingerire a Gaius l'antidoto del veleno e lo rianima, oltre a sigillare nuovamente il goblin nello scrigno. I sortilegi magici del goblin vengono annullati e Uther proscioglie Merlino dall'accusa di magia.
- Guest star: Michael Cronin (Geoffrey di Monmouth).
- Altri interpreti: Mark Williams (voce originale del Goblin), Duncan Meadows (Ewan), Simon Nehan (Tom), Gemma Arrowsmith (Rose), Rupert Young (Sir Leon).
- Ascolti UK: telespettatori 6 220 000[2]

## Galvano
- Titolo originale: Gwaine
- Diretto da: David Moore
- Scritto da: Julian Jones

### Trama
Artù e Merlino si trovano coinvolti in una rissa a una taverna e un certo ragazzo di nome Galvano li aiuta a scappare, salvando loro la vita. Questo però rimane ferito e Artù lo porta a Camelot per curarlo, poiché si sente in debito con lui. Una volta ripreso, Galvano manifesta ostilità nei confronti dei nobili, cacciandosi quindi nei guai e provocando problemi a Merlino, il quale ha il compito di prendersi cura di lui. Camelot ospita un torneo per cavalieri al quale Artù parteciperà, per regolamento bisogna usare nelle spade smussate. Due dei banditi che prima Artù e Merlino avevano affrontato alla taverna (Dagr e Ebor) si procurano da uno stregone dei cristalli e delle spade che, solo all'apparenza sono smussate, ma in realtà le loro lame sono affilate. I due banditi uccidono Oswald e Ethan, cavalieri che avrebbero dovuto partecipare al torneo, e con i cristalli bagnati con il sangue delle loro vittime Ebor e Dagr assumono rispettivamente le sembianze di Ethan e Oswald, tra l'altro Dagr uccide senza pietà lo stregone che gli aveva procurato i cristalli. Galvano confessa a Merlino che suo padre era un cavaliere al servizio di re Caerleon, in effetti è morto in battaglia quando Galvano era molto piccolo, non ha ricordi del genitore, e dopo la sua dipartita lui e la madre finirono nei guai, senza che Caerleon li aiutasse, questa è la ragione per cui odia coloro che appartengono alla nobiltà. Merlino si identifica con lui, infatti anche il padre del giovane mago pur avendo servito Uther è stato poi tradito da quest'ultimo. Merlino maneggia le spade dei falsi Oswald e Ethan finendo col tagliarsi, capisce che non sono smussate, Galvano gli spiega che quel tipo di spade sono animate dalla magia, vogliono usarle al torneo per uccidere Artù e farlo passare per un tragico incidente. Galvano, ricredutosi sulla nobiltà d'animo di Artù, si unirà a Merlino per salvare la vita al futuro re. Galvano partecipa al torneo benché non fosse autorizzato, lui e Artù affrontano insieme Dagr e Ebor i quali muoino per mano di Galvano. Uther, adirato per il fatto che Galvano ha partecipato al torneo, lo fa arrestare, ma quando Gaius toglie dai cadaveri di Ebor e Dagr i cristalli che camuffano il loro aspetto rivelando che in realtà non erano Ethan e Oswald, il re di Camelot fa liberare Galvano, il quale ha effettivamente salvato il figlio da un attentato alla sua vita. Uther comunque lo bandisce da Camelot anche se Artù avrebbe preferito che restasse, Merlino non ha dubbi che un giorno Galvano diventerà un cavaliere.
- Altri interpreti: Sarah Counsell (Mary), Andrew Vincent (Dagr), Shend (Ebor), Eoin Macken (Galvano), Bill Thomas (Cylferth), Philip Brodie (Sir Ethan), John Hopkins (Sir Oswald), Jonathan Emmett (Locandiere), Rupert Young (Sir Leon).
- Ascolti UK: telespettatori 6 420 000[2]

## La caverna di cristallo
- Titolo originale: The Crystal Cave
- Diretto da: Alice Troughton
- Scritto da: Julian Jones

### Trama
Merlino e Artù, mentre sono nel bosco, vengono attaccati da dei briganti, scappano fino a raggiungere delle vecchie rovine abbandonate, la Valle dei Re Caduti. Uno dei briganti tramite una balestra ferisce Artù con una freccia, Merlino lo porta in salvo ma non è capace di medicare il principe. Artù perde i sensi ma fa la sua apparizione  il mago veggente Taliesin egli sa che Merlino è Emrys. Taliesin dopo aver usato la magia per guarire Artù, porta Merlino nella caverna di cristallo, il luogo di nascita della magia, anche il Cristallo di Neahtid viene da questa grotta. Qui Taliesin concede a Merlino una breve occhiata al futuro. Questo dono si rivelerà però una maledizione, poiché Merlino, guardando i cristalli, vede Morgana decisa ad uccidere Uther. Artù, ignaro che è stata la magia a salvarlo, torna a Camelot con Merlino, intanto viene organizzata una festa per il compleanno di Morgana. Dopo aver detto a Gaius ciò che ha visto nei cristalli, quest'ultimo chiede a Merlino di non allarmarsi, le visioni profetiche possono essere ingannatrici e in ogni caso ciò che ha visto non necessariamente fa riferimento a eventi imminenti. Purtroppo Artù regala a Morgana un pugnale simile a quello che Merlino aveva visto nella grotta attraverso i cristalli, tutto si sta avverando. Tra i regali Morgana riceve una specchio, capisce che è da parte di Morgause e alitandoci sopra legge un messaggio nel quale le chiede di raggiungerla nel bosco. Morgana si incammina tra i corridoi del castello in piena notte in modo da raggiungere la sorella, ma Merlino, vedendola, credendo che voglia far del male a Uther, la fa cadere dalle scale. Gaius prova a curarla ma è inutile, ha una frattura al cranio, morirà a breve e ciò getta nello sconforto Ginevra, Artù e Uther. Quest'ultimo confessa a Gaius che lui e Vivienne (la madre di Morgana) sono stati amanti, lei tradì il marito Gorlois e infatti Morgana è il frutto di quell'adulterio: Uther è il vero padre di Morgana. Supplica Gaius di usare la magia per salvarla, Merlino origlia la conversazione, non volendo essere fonte di dolore invoca Kilgharrah chiedendogli di guarire Morgana. Il drago si rifiuta, lui è della convinzione che la morte della ragazza sarà soltanto un fattore positivo, e quando Merlino gli rivela che lei è la figlia di Uther, nota che Kilgharrah non è per nulla sorpreso, egli già lo sapeva. Merlino per testardaggine non ascolta gli avvertimenti di Kilgharrah e con i suoi poteri di Signore dei Draghi lo costringe a conferirgli la magia con cui guarire la ragazza. Kilgharrah non ha altra scelta che obbedirgli, ma lo rimprovera severamente, ha abusato del suo potere di Signore dei Draghi e da ora avrà la responsabilità di tutto il male che Morgana causerà. Merlino, rimasto solo con Morgana, usa la magia del drago per guarirla, Uther crede ingenuamente che è stato Gaius a salvarla. Morgana, anche quando era incosciente, aveva sentito Uther rivelare a Gaius che lui è suo padre, mentre è sola con Uther gli fa capire velatamente di essere a conoscenza del fatto che lei è sua figlia, rimane però ferita dall'ipocrisia del re il quale le fa comprendere che non può accettare di amarla come padre pubblicamente. Gaius mette in guardia Merlino, aver guarito Morgana porterà a delle conseguenze, intanto Morgause si addentra nel castello e parla con la sorella, lei gli rivela di essere la figlia di Uther, dopo averlo saputo Morgause non può che esserne contenta: come figlia di Uther adesso Morgana può avere una pretesa per il trono di Camelot. Tuttavia Morgana è indifferente, trovando oltraggioso che Uther non l'abbia riconosciuta come sua figlia pur di evitare che la sua reputazione come sovrano fosse infangata. Morgana con la magia scaraventa Merlino contro una parete, poi armata di coltello entra nella camera da letto di Uther e si appresta a pugnalarlo approfittando del fatto che lui dorme come nella visione. Merlino però con i suoi poteri frantuma le finestre della camera da letto svegliando così Uther, di conseguenza Morgana si astiene dall'uccidere l'odiato padre. Merlino ha capito che invece di impedire il futuro ha contribuito a evolverlo, Gaius gli spiega che anche per un mago potente come lui tentare di manipolare il destino è imprudente, e come se non bastasse Morgana alla luce del fatto di aver scoperto che Uther è suo padre, pur di reclamare il trono sarà disposta a distruggere Artù, il legittimo figlio di Uther.
- Guest star: Emilia Fox (Morgause), John Hurt (voce originale di Kilgharrah).
- Altri interpreti: Karl Johnson (Taliesin).
- Ascolti UK: telespettatori 6 360 000[2]

## Lo scambio
- Titolo originale: The Changeling
- Diretto da: David Moore
- Scritto da: Lucy Watkins

### Trama
Artù è spinto ad un matrimonio combinato con la principessa Elena la quale è ospite nel castello di Camelot. Il cuore di Artù appartiene a Ginevra, ma Uther vuole forzarlo a un connubio che secondo lui rafforzerà Camelot. Anche se Elena è una brava ragazza, i suoi modi sono rozzi. Merlino scopre che Grunhilda, la tutrice di Elena, è un mostro, quindi Gaius entra nell'alloggio della donna e trova della polvere di fata, infatti Elena è vittima di uno scambio: posseduta da una fata fin dalla nascita (20 anni prima) anche se ne è inconsapevole, infatti Grunhilda è un Pixie, ovvero un folletto. Grunhilda è inoltre in combutta con il re dei Sidhe per far diventare Elena regina, infatti così una fata farà parte della famiglia regnante di Camelot. La doppia natura di fata e umana di Elena è la ragione dei suoi modi poco femminili. Morgana è consapevole che Ginevra ama Artù e che sta soffrendo viste le imminenti nozze con Elena: finge di compatirla ma in realtà gode nel vederla così afflitta. Il re dei Sidhe attacca Merlino ma quest'ultimo lo annienta con la magia. Gaius e Merlino preparano una pozione che esorcizzerà Elena dalla fata, Merlino con la magia distrugge Grunhilda, poi fa bere la pozione a Elena il cui corpo espelle la fata che Merlino con il potere della magia distrugge. Elena senza più la fata che la possedeva, diventa una ragazza raffinata e ben educata. Purtroppo adesso Artù deve sposarla, ma in un momento di frustrazione costringe Merlino a esprimere la sua opinione su questo matrimonio. Merlino tenta di fargli capire che è solo l'amore l'unica base per costruire un matrimonio felice, sentendo queste parole Artù trova il coraggio di annullare le sue nozze, trovando il consenso di Elena dato che non si amano nonostante il rispetto reciproco. Nemmeno il rimprovero di Uther fa cambiare idea al principe, Artù difende la propria posizione perché sacrificare la propria felicità personale non farà di lui un buon regnante, promettendo a Uther che sarà un bravo sovrano, ma solo se avrà al suo fianco una moglie che potrà amare.
- Guest star: Miriam Margolyes (Grunhilda), Michael Cronin (Geoffrey di Monmouth).
- Altri interpreti: Michael Jenn (Sidhe Elder), Georgia King (Principessa Elena), Simon Williams (Lord Godwyn).
- Ascolti UK: telespettatori 6 400 000[2]

## Il castello di Fyrien
- Titolo originale: The Castle of Fyrien
- Diretto da: David Moore
- Scritto da: Lucy Watkins

### Trama
Ginevra torna a casa in piena notte e i soldati di Cenred la rapiscono facendole inalare da un panno un composto a base di codiaeum e valeriana che le fa perdere i sensi sotto lo sguardo compiaciuto di Morgana. Viene portata al cospetto di Cenred al castello di Fyrien, è evidente che Cenred e Morgause sanno che Artù è innamorato di Ginevra, e vogliono che lei lo conduca in una trappola, infatti hanno un ostaggio: Elyan, il fratello della ragazza, non esiterà a ucciderlo davanti ai suoi occhi che se lei non collaborerà. Ginevra torna a Camelot, ma non ha il coraggio di mentite ad Artù e Merlino, i quali sono disposti ad andare al castello di Fyrien con lei per liberare Elyan. Ginevra non capisce come Cenred sapesse che Artù è innamorato di lei, soltanto Merlino ha capito che è stata Morgana a riferirglielo. Con disappunto di Merlino, anche Morgana li seguirà nel viaggio, giustificheranno l'assenza con Uther con la scusa di dover comprare degli abiti di seta. Merlino è ben consapevole che Morgana si è unita a loro soltanto per assicurarsi che cadano nella trappola di Cenred, il problema è che non può accusarla, non gli crederebbero. Artù racconta che re Caerleon entrò in guerra con Uther, si rifugiò nel castello di Fyrien, ma Uther lo stanò entrando dalle gallerie sotterranee, dando per scontato che Cenred ne sia all'oscuro, Fyrien le usava per il contrabbando in modo da non dover pagare i tributi a Camelot, passeranno proprio dalle grotte per entrare nel castello. Merlino si sente a disagio perché Artù, inconsapevolmente, ha commesso l'errore di raccontare tutto a Morgana, il mago sa che aiuterà Cenred a farli cadere in trappola. Durante la notte Morgana si allontana brevemente per parlare con Morgause, le rivela del piano, e il giorno dopo, raggiunto il castello, Artù si addentra nelle grotte con Morgana, Ginevra e Merlino. Quest'ultimo ha capito che i soldati di Cenred sono già lì appostati, e infatti li catturano. Cenred e Morgana, facendo buon viso a cattivo gioco, fingono ostilità reciproca l'uno verso l'altra davanti agli altri. Ginevra è ancora arrabbiata con Elyan, sono trascorsi quattro anno da quando abbandonò Camelot, non diede più sue notizie, nemmeno quando il padre morì. Elyna ha capito che Artù è innamorato di Ginevra, questa è la ragione per cui è venuto a salvarlo. Morgana è in disaccordo con Cenred e Morgause, sperava che avrebbero ucciso Artù e invece vogliono estorcergli delle informazioni sulle difese di Camelot da usare a loro vantaggio. Artù e Merlino, con l'astuzia, evadono dalla loro cella e poi liberano anche Elyan e Ginevra. Morgause usa la magia nel tentativo di uccidere Artù ma Merlino, nascosto dietro a una parete, usa i suoi poteri per far perdere i sensi a Morgause e Cenred, infine Merlino e Artù costringono Morgana a seguirli benché lei avesse tentato di rallentare la fuga. Gli uomini di Cenred li raggiungono ma Artù li sconfigge con l'aiuto di Elyan che si rivela un ottimo combattente. Merlino, Morgana, Elyan, Artù e Ginevra tornano a Camelot, quest'ultima ringrazia il principe per averla aiutata a salvare il fratello. Artù si limita a dirle che ha fatto tutto ciò per lei, animato dall'amore che prova nei suoi confronti.
- Guest star: Emilia Fox (Morgause), Tom Ellis (Re Cenred).
- Altri interpreti: Jody Halse (Fermin), Adetomiwa Edun (Elyan).
- Ascolti UK: telespettatori 6 820 000[2]

## L'occhio della fenice
- Titolo originale: The Eye of the Phoenix
- Diretto da: Alice Troughton
- Scritto da: Julian Jones

### Trama
Per dimostrare di essere un valido erede al trono, Artù deve scegliere una prova di coraggio e destrezza da compiere in solitaria. Come prova, Artù decide di recarsi nelle "terre perigliose" e recuperare il leggendario tridente d'oro del Re Pescatore. Prima di partire, Morgana dona ad Artù un braccialetto incantato, dicendogli di indossarlo come portafortuna. La strega sa però molto bene che quel bracciale serve a tutt'altro: esso contiene l'occhio della fenice, una pietra magica capace di risucchiare la forza vitale dell'ingenuo principe, che sarà indebolito fino a raggiungere la morte. Durante il suo viaggio, Artù incontra il nano Grettir, custode del ponte, che lo definisce "il coraggio", ma questo aggiunge anche che per superare la sua prova avrà bisogno della magia e della forza. 
Intanto Merlino cerca Galvano e insieme dovranno riuscire a trovare Artù prima che questo perisca per via del bracciale o per i numerosi pericoli presenti nelle terre perigliose. I due raggiungono il ponte e trovano Grettir che li definisce rispettivamente "la magia" e "la forza", necessari ad Artù per superare la prova.
Merlino riesce a salvare Artù dai Wyverns che essendo creature dragoniche ubbidiscono a lui dato che Merlino è un Signore dei Draghi. Merlino comprende in seguito dal Re Pescatore che in realtà la prova era per lui. Il Re dà a Merlino una clessidra piena dell'acqua del lago di Avalon, che il giovane mago dovrà usare solo quando lo riterrà necessario, ovvero quando per Camelot sembrerà tutto perduto, dopodiché Merlino consegna al Re Pescatore, sotto sua richiesta, il bracciale con l'occhio della fenice e questo muore, ponendo fine alle sue sofferenze, protratte per tutto questo tempo nell'attesa che Emrys giungesse da lui. Merlino e Artù tornano a Camelot con grande disappunto di Morgana. Nel frattempo, Ginevra ha scoperto che Morgana pratica la magia e comincia a capire che ormai lei non è più la persona che aveva conosciuto un tempo.
- Guest star: Emilia Fox (Morgause).
- Altri interpreti: Eoin Macken (Galvano), Ian Peck (Alfhild), Warwick Davis (Grettir), Donald Sumpter (Re Pescatore).
- Ascolti UK: telespettatori 6 920 000[2]

## L'amore all'epoca dei draghi
- Titolo originale: Love in the Time of Dragons
- Diretto da: Alice Troughton
- Scritto da: Jake Michie

### Trama
Alice, una strega guaritrice e vecchio amore di Gaius, arriva a Camelot e riaccende nel medico i vecchi sentimenti di un tempo. Quando Merlino si rende conto che Alice nasconde una manticora, creatura dell'antica religione, e che non ha buone intenzioni, cerca di dimostrare a Gaius che la sua Alice non è più quella di una volta, ma Gaius è troppo accecato dall'amore per rendersi conto del pericolo. Alice prepara la medicina che Gaius porta giornalmente ad Uther per una sua vecchia ferita al suo posto, aggiungendoci anche il veleno della manticora. Uther, dopo aver bevuto la medicina, viene trovato morente a terra, e quando Gaius capisce che è stato avvelenato dalla medicina, questo va a casa, dove ospita Alice, e le chiede di dirgli la verità. Ma nello stesso momento arriva Artù che arresta Alice, poiché Merlino gli ha rivelato tutto per proteggere Gaius. Il medico disapprova Merlino e non lo perdona per aver accusato Alice, poi però comprende che il giovane mago aveva ragione. Per salvare Uther è necessario bloccare la manticora nel loro mondo, quindi bisogna distruggere il portale che la manticora attraversa per giungere dal suo mondo. Merlino la evoca e mentre la trattiene, Gaius, usa la magia, per distruggere il portale, così Uther guarisce, e condanna Alice a morte per stregoneria e alto tradimento (nonostante si scopra che in realtà era stata la manticora che aveva manovrato Alice per tutto il tempo e che lei non aveva colpa delle sue azioni). Mentre Alice è rinchiusa nei sotterranei, lei e Gaius si confessano il loro amore l'uno per l'altra. La mattina seguente si scopre che Alice è scomparsa e Gaius rivela a Merlino di averla aiutata a fuggire.
- Guest star: Pauline Collins (Alice), Michael Cronin (Geoffrey di Monmouth).
- Altri interpreti: Eddie Marsan (voce originale della Mantricora), Calum MacPherson (Evoric).
- Ascolti UK: telespettatori 6 900 000[2]

## Regina di cuori
- Titolo originale: Queen of Hearts
- Diretto da: Ashley Way
- Scritto da: Howard Overman

### Trama
Ginevra è sposata con Artù e si inginocchia davanti a lui mentre il marito appoggia una corona sul capo della ragazza nominandola regina di Camelot, infine i due si siedono sui loro troni. Morgana si sveglia, era solo un sogno, si incontra di nascosto con Morgause spiegandole che nemmeno il bracciale che le aveva regalato riesce a impedirle di fare quel sogno. Secondo Morgause è solo la prova che si tratta di una visione del futuro, il destino può prendere direzioni diverse, ma alcune sono imprescindibili, e il sogno che Morgana ha fatto che vede Ginevra come futura regina è chiaramente destinato ad avversarsi, almeno che non facciano qualcosa per impedirlo, sia per Morgana che per Morgause è inaccettabile che una serva possa diventare la regnante di Camelot. Morgana confessa ad Artù che è ben consapevole dell'amore che lui nutre per Ginevra, lo esorta a non nasconderlo solo per timore che Uther non approverebbe, quest'ultimo non conosce l'amore e Artù deve imparare a imporsi, e in ogni caso può stare insieme a Ginevra senza il re lo sappia. Artù, condizionato dalle parole della sorellastra, chiede a Ginevra di trascorrere un'intera giornata con lui. La ragazza chiede a Morgana una giorno libero, quest'ultima ha la conferma che il suo piano sta funzionando. Morgana invita Uther a trascorrere del tempo insieme cavalcando, lui accetta con gioia ma poi lo conduce nel bosco sorprendendo Artù ad amoreggiare con Ginevra dato che era lì che si erano dati appuntamento. Tornati al castello Uther e suo figlio discutono di quanto accaduto, per lui non è un problema che Artù sia attratto da una serva ma gli impone di interrompere la loro relazione. Artù non intende accontentarlo, è stufo di reprimere il suo amore solo per soddisfare le aspettative di suo padre, a quel punto Uther bandisce Ginevra dal regno con la promessa che la condannerà a morte se tornerà a Camelot. Morgana crede di aver risolto tutto, ma Artù le rivela che lascerà Camelot insieme a Ginevra, tornerà quando reclamerà il trono e Ginevra sarà la sua regina. Morgana allora fa credere a Uther che probabilmente l'amore di Artù è frutto di una fattura d'amore, mette anche delle prove false nella camera da letto del principe. Uther tira uno schiaffo a Ginevra accusandola di aver usato un incantesimo su Artù per vendicarsi su Uther il quale causò la morte del padre di Ginevra. La condanna a morte, la farà bruciare viva senza concederle un processo. Artù supplica Uther di annullare la sentenza, è anche disposto a rinunciare al trono per Ginevra giurando di amarla per davvero e che non è sotto incantesimo, ma Uther è irremovibile. Ginevra, mentre viene portata in cella, vede Morgana sorridere con vivida soddisfazione. Merlino va a trovare Ginevra nella sua cella, sa che è innocente e le chiede chi potrebbe volerla incastrare, in effetti la ragazza fa il nome di Morgana, ritenendo che non sia stata una coincidenza che lei e Uther fossero nel bosco, era tutto un suo piano. Merlino e Gaius sanno che non possono accusare Morgana di essere la colpevole, allora Merlino decide di crearne un altro: usa un incantesimo per farlo invecchiare fino all'età di 80 anni, si dichiarerà colpevole e poi fuggirà riassumendo le sue vere sembianze. Gaius lo mette in guardia, gli incantesimi di invecchiamento sono imprevedibili, il mago si trasforma in una versione anziana di sé, e si fa sorprendere da Artù nella sua camera da letto fingendo di eseguire un incantesimo. Si presenta con il nome di Dragoon e mente facendogli credere di aver incastrato Ginevra, poi tenta di scappare ma Artù lo cattura, purtroppo l'incantesimo di invecchiamento è troppo potente, e infatti Merlino non è riuscito a invertirlo. Artù sembra in parte riconoscere Merlino, tuttavia lo conduce da Uther e il mago afferma di aver fatto una fattura d'amore sia ad Artù che a Ginevra, accusa comunque Uther di essere un tiranno e di seminare solo dolore e sofferenze. Adesso Uther è costretto a prosciogliere Ginevra dall'accusa di stregoneria, Morgana non capisce perché Dragoon (ignara che egli in realtà è Merlino) si sia preso la colpa per un crimine che non ha commesso, e in ogni caso il suo piano ha fallito. Purtroppo adesso sarà Merlino a finire sul rogo, è arrivato il giorno dell'esecuzione, e mentre viene portato sulla pira, vedendo Gaius finge di aggredirlo ma in realtà e solo pretesto per prendere la boccetta con dentro la pozione preparata da Gaius (che annullerà l'effetto dell'incantesimo di invecchiamento). Merlino spaventa la folla con la magia dando fuoco alla pira, approfittando della confusione scappa e si nasconde nel castello, beve la pozione e ritorna giovane. Morgana abbraccia Ginevra fingendosi felice di vederla sana e salva, anche se è evidente che Ginevra è consapevole che è tutta una farsa. Ginevra chiede ad Artù di non minacciare mai più di rinunciare al trono per lei, Camelot ha bisogno che lui sia il re, per adesso devono celare il loro amore, ma gli promette che aspetterà con pazienza il giorno in cui Artù sarà il sovrano e potrà proclamare le sue leggi, così potranno vivere il loro amore senza nascondersi.
- Guest star: Emilia Fox (Morgause).
- Ascolti UK: telespettatori 7 370 000[2]

## L'ombra del mago
- Titolo originale: The Sorcerer's Shadow
- Diretto da: Ashley Way
- Scritto da: Julian Jones

### Trama
C'è un torneo a Camelot dove non ci sono regole e tutti possono partecipare. Vi partecipa anche un esile ragazzo di nome Gilli, ma che, grazie ad un anello che gli dona poteri pari a quelli di Merlino, riesce ad aggiudicarsi la finale contro Uther. Gilli rivela a Merlino che intende dare una svolta e rendere finalmente liberi quelli come loro. Merlino è confuso, ma infine prende la decisione di ostacolare il nuovo amico sotto consiglio del Grande Drago, il quale rivela che, se Artù vedesse il padre morire per mano della magia, potrebbe non diventare il re che è destinato ad essere e la magia non tornare mai più libera. In semifinale, intanto, Artù e Uther si sfidano, e nonostante il primo sia infastidito dalla boria mostrata dal re dopo i successi nei precedenti incontri, l'incontro termina con la vittoria di quest'ultimo che, in finale deve affrontare Gilli. Lo scontro inizialmente sembra volgersi in favore del giovane mago, ma grazie all'intervento di Merlino, Uther vince il torneo senza che il segreto di Gilli sia svelato. Prima che Gilli se ne vada, tuttavia, Merlino riesce a convincerlo dell'errore che avrebbe commesso se Uther fosse stato ucciso in quel modo ma anche gli promette che, un giorno, la magia tornerà a Camelot e i due si salutano in amicizia. La giornata, inoltre, termina con un grande successo anche per Artù: in privato, infatti, Uther ammette di aver sempre saputo che Artù gli è da tempo superiore, con la spada, e che il loro scontro è terminato con la sconfitta di Artù solo perché questi ha voluto evitare che il padre perdesse il rispetto del regno perdendo il torneo; per Uther, l'umiltà mostrata da Artù è la prova che il giovane è ogni giorno sempre più pronto a prendere il suo posto come re.
- Guest star: John Hurt (voce originale di Kilgharrah).
- Altri interpreti: Harry Melling (Gilli), Ian Burfield (Nollar), Paul McNeilly (Tindr), Calum MacPherson (Evoric).
- Ascolti UK: telespettatori 7 420 000[2]

## L'ascesa di Artù (1ª parte)
- Titolo originale: The Coming of Arthur (Part 1)
- Diretto da: Jeremy Webb
- Scritto da: Jake Michie

### Trama
Una squadra di cavalieri di Camelot viene massacrata nei territori del regno di Cenred, solo Sir Leon sopravvive grazie ai druidi, i quali lo fanno bere dalla Coppa della Vita, che tempo fa Merlino usò per distruggere Nimueh. Tornato a Camelot, Sir Leon racconta la sua vicenda e Morgana, sentendo la storia, avvisa la sorellastra, che vuole usare la Coppa per rendere immortale l'esercito di Cenred e riuscire così a conquistare Camelot. Uther incarica Artù di trovare la Coppa prima di Cenred, e quindi Artù parte con Merlino e Galvano, incontrato dopo essere stati aggrediti da dei banditi, alla ricerca della Coppa. Questi riescono a recuperare la Coppa dai druidi, ma gli uomini di Cenred li attaccano durante il cammino verso casa e riescono a rubargliela. Ottenuta la Coppa, Morgause fa diventare l'esercito di Cenred immortale tramite un potente sortilegio e subito dopo uccide Cenred, acquisendo il totale comando dell'armata. Tornati a casa, Artù, Merlino e Galvano incontrano Elyan, che spiega loro che la cittadella è stata conquistata da un esercito di uomini immortali. Infine, intrufolandosi nel castello, Artù e Merlino assistono alla cerimonia d'incoronazione di Morgana, che rivela di essere la legittima erede al trono, in quanto figlia del re.
- Guest star: Emilia Fox (Morgause), Tom Ellis (Re Cenred), Michael Cronin (Geoffrey di Monmouth).
- Altri interpreti: Rupert Young (Sir Leon), Trevor Sellers (Iseldir), Grahame Fox (Cavaliere), Eoin Macken (Galvano), Ralph Ineson (Jarl), Matthew Crawford (Bandito), Raul Griffiths (Bambino druido), Adetomiwa Edun (Elyan).
- Ascolti UK: telespettatori 7 120 000[2]

## L'ascesa di Artù (2ª parte)
- Titolo originale: The Coming of Arthur (Part 2)
- Diretto da: Jeremy Webb
- Scritto da: Julian Jones

### Trama
Morgana è intenta a far passare dalla sua parte i cavalieri di Camelot per poter così avere la fiducia del popolo. I cavalieri, tra cui Sir. Leon, si rifiutano di tradire il loro re e vengono quindi condannati al patibolo, ma quando arriva il momento di giustiziarli il plotone non uccide loro, ma le persone che erano venute ad assistere all'esecuzione. Morgana non intende uccidere i cavalieri, ma intende costringerli a giurare fedeltà a lei utilizzando le vite degli abitanti di Camelot come ostaggio. Ginevra aiuta Sir. Leon a fuggire dalle segrete, viene però scoperta da Morgana, che la segue sperando di trovare il nascondiglio di Artù, infatti: Artù, Merlino, Gaius, Galvano ed Elyan si sono rifugiati in una grotta nei boschi adiacenti a Camelot. Artù è ancora sconvolto per quanto fatto da Morgana, ma Merlino lo incita ad andare a liberare Camelot. Anche Merlino è confuso sul da farsi, ma come gli aveva detto il Re Pescatore, quando Camelot avrebbe attraversato il periodo più cupo, gli sarebbe stata mostrata la strada. Dunque Merlino prende l'acqua magica che gli era stata data dal Re Pescatore e in questa ha la visione di Freya, che come aveva promesso è tornata per sdebitarsi. Freya dice a Merlino cosa deve fare per sconfiggere un esercito di immortali: prendere la spada di Excalibur. Quindi Merlino si fa aiutare dal Grande Drago e raggiunge il lago di Avalon, dove Freya (la Dama del Lago) gli consegna Excalibur. Merlino chiama anche in loro aiuto Lancillotto, che porta con sé un altro alleato, Parcival, e mentre Ginevra e Sir. Leon arrivano dagli altri, Parsifal e Lancillotto riescono a trattenere le truppe di Morgana che li avevano seguiti. Artù guida il gruppo in un antico castello abbandonato, dove attorno ad un'antica e leggendaria tavola rotonda afferma che è grato ad ognuno di loro per il loro aiuto e li incita ad unirsi a lui per riprendersi Camelot. Dopodiché nomina Lancillotto, Galvano, Elyan e Parsifal a tutti gli effetti cavalieri di Camelot. La sera Merlino dice a Lancillotto che sa che strada percorrere per sconfiggere l'esercito di Morgause: deve rovesciare il Calice della Vita che contiene il sangue dei soldati immortali, rompendo così l'incantesimo. La mattina dopo Artù, Merlino e i cavalieri irrompono a Camelot e mentre Artù e gli altri tengono occupate le guardie, Merlino e Lancillotto si dirigono nella sala della Coppa. Lancillotto viene ferito durante un duello, ma Merlino riesce ad arrivare comunque ad un passo dalla Coppa, venendo però schiantato all'ultimo istante dalla magia di Morgause.
Arriva però Gaius che usa la magia e neutralizza la strega. Merlino riesce così a svuotare la coppa del sangue che contiene, distruggendo l'esercito immortale. Nel frattempo Morgana giunge nella sala e trova Morgause in fin di vita e Merlino le dice che è finita, ma questa afferma che è solo l'inizio e disperandosi per la sorte della sorella, perde il controllo dei suoi poteri e provoca il crollo della stanza. Intanto Artù libera il padre, il quale è ancora sconvolto per il tradimento di sua figlia. Dopo questi avvenimenti, Merlino dice ad Artù che forse è tempo di una nuova era e che lui dovrà prendere il posto di Uther al trono di Camelot, Artù afferma che non sa cosa lo attende, ma che adesso e in futuro lui vorrà stare con Ginevra. Poco più tardi, Merlino dice a Gaius che tra le macerie non sono stati trovati né i resti di Morgana né quelli di Morgause e che teme che un giorno Morgana possa reclamare vendetta. Infine Merlino mette Excalibur in un posto dove nessuno potrà mai brandirla, ovvero la incastona con un incantesimo in una roccia.
- Guest star: Emilia Fox (Morgause), Santiago Cabrera (Lancillotto), John Hurt (voce originale di Kilgharrah).
- Altri interpreti: Rupert Young (Sir Leon), Eoin Macken (Galvano), Adetomiwa Edun (Elyan), Laura Donnelly (Freya), Tom Hopper (Percival).
- Ascolti UK: telespettatori 7 670 000[2]